# Parigi-Bruxelles 1975
La Parigi-Bruxelles 1975, cinquantacinquesima edizione della corsa, si svolse il 14 settembre 1975 su un percorso di 285 km, con partenza da Senlis e arrivo a Sint-Genesius-Rode. Fu vinta dal belga Freddy Maertens della Carpenter-Confortluxe-Flandria davanti ai suoi connazionali Eddy Merckx e André Dierickx.

## Ordine d'arrivo (Top 10)
| Pos. | Corridore         | Squadra                        | Tempo    |
| ---- | ----------------- | ------------------------------ | -------- |
| 1    | Freddy Maertens   | Carpenter-Confortluxe-Flandria | 6h11'30" |
| 2    | Eddy Merckx       | Molteni-Campagnolo             | a 2"     |
| 3    | André Dierickx    | Rokado                         | a 5"     |
| 4    | Michel Pollentier | Carpenter-Confortluxe-Flandria | a 11"    |
| 5    | Frans Verbeeck    | Maes Pils-Watney               | a 19"    |
| 6    | Jos Jacobs        | Ijsboerke-Colner               | s.t.     |
| 7    | Hennie Kuiper     | Frisol-GBC                     | s.t.     |
| 8    | Dietrich Thurau   | Ti-Raleigh                     | s.t.     |
| 9    | Cees Priem        | Frisol-GBC                     | a 1'38"  |
| 10   | Michel Laurent    | Miko-De Gribaldy               | a 3'35"  |